# Kultuk mort
Le Kultuk mort, en kazakh Өлі қолтық шығанағы, Óli qoltyq shyǵanaǵ, en russe Мёртвый Култук, anciennement baie Tsesarevich et baie Komsomolets, est une baie du Kazakhstan située dans le nord-est de la mer Caspienne. Cette baie s'est formée dans les années 1990 par la hausse du niveau de la mer Caspienne dont les eaux ont inondé des régions marécageuses au nord-est de la péninsule de Bouzatchi ; elle se prolonge vers le sud par la baie de Kaydak, elle aussi constituée de marais inondés.

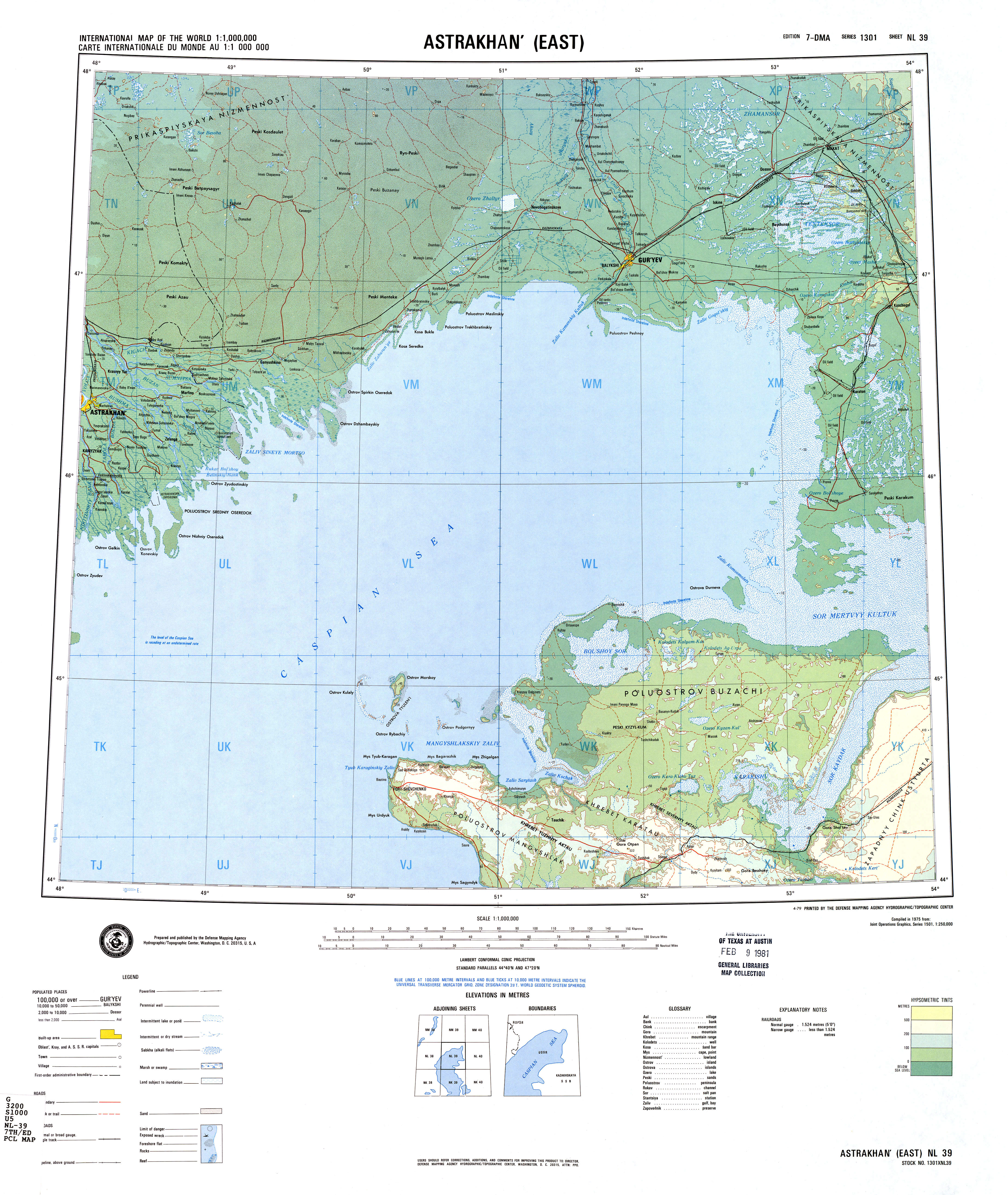
Carte américaine de 1975 du nord-est de la mer Caspienne montrant sur la droite des régions marécageuses aujourd'hui inondées et formant le Kultuk mort légendé « Sor Mertvyy Kultuk ».